# Apegus rufosus
Apegus rufosus är en stekelart som beskrevs av Mikhail Vasilievich Kozlov och Kononova 1986. Apegus rufosus ingår i släktet Apegus och familjen Scelionidae. Inga underarter finns listade i Catalogue of Life.